# William Alvord
Pour les articles homonymes, voir Alvord.
William Alvord (né le 3 janvier 1833, mort le 21 décembre 1904) est un homme d'affaires, banquier et homme politique américain. Il a été maire de San Francisco entre 1871 et 1873.

## Biographie
Né à Albany, il s'installe à New York en 1850 et se lance dans le commerce. Il se rend en Californie en 1853 et s'établit à Marysville, avant se de rendre à San Francisco.
Il est nommé maire de San Francisco en 1871 en tant que Républicain. Il est en poste du 4 décembre 1871 au 30 novembre 1873.
Par la suite il est président de la Bank of California, et ce jusqu'à sa mort en 1904.
Son portrait est exposé au Smithsonian American Art Museum.